# Pays-Bas français
Pays-Bas français est une dénomination donnée à un ensemble de plusieurs régions culturelles et historiques du nord de la France, à la frontière de la Belgique, voire du Luxembourg.
L’ensemble de la Flandre française et de l'Artois peut être appelé les Pays-Bas français.

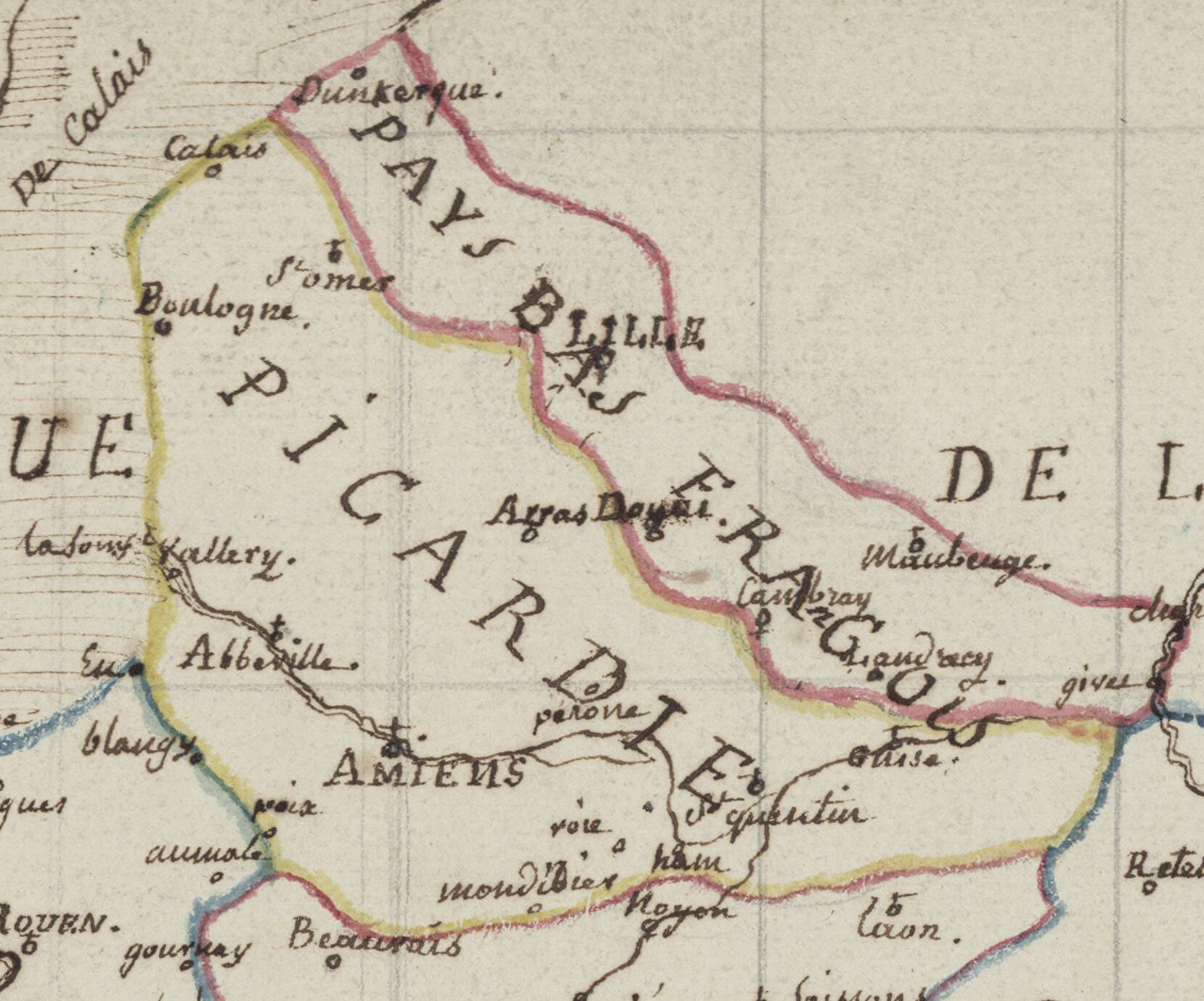
Apparition du terme Pays-Bas français pour qualifier le gouvernement de Flandre française sur une carte anonyme de 1770.

L'histoire des Pays-Bas français, est en grande partie commune avec l'histoire de la Belgique moderne. Ces régions faisaient autrefois partie des Pays-Bas bourguignons, puis des Pays-Bas espagnols, et s'inscrivaient dans les Pays-Bas méridionaux.

## Différentes délimitations
Sont concernées par cette dénomination les régions historiques de l'Artois, du Hainaut français, de la Flandre française, du Cambrésis, du Luxembourg français, de la Wallonie française (dont la pointe de Givet, considérée comme partie du pays de Liège par Hesseln, ou bien Namurois, voire Pays entre Sambre et Meuse par Brion de La Tour), et, parfois, pour des raisons culturelles et géographiques, de la Picardie, et de l'Ardenne française dans leur entièreté.
On précisera pour cette dernière que la dénomination concerne principalement l'Artois, l'Amiénois, le Ponthieu, le Vimeu, le Boulonnais, le Santerre, le Vermandois, et la Thiérache. A contrario, le Calaisis, le Beauvaisis, le Valois, le Soissonnais, le Laonnois et le Noyonnais n'ont jamais été sous l'emprise politique des Pays-Bas.
À partir du IXe siècle, la région, divisée par la frontière de l'Escaut, connut l'émergence de plusieurs principautés, dont les comtés de Flandre, de Hainaut et d'Artois. Cette époque, confuse d'un point de vue politique, est celle où les villes gagnèrent une grande indépendance, et une prospérité économique et culturelle qui vit son apogée au XVe siècle dans les Pays-Bas bourguignons. Après les longs conflits franco-espagnols du XVIe siècle, la région fut annexée à la France, lors des guerres de conquête de Louis XIV.

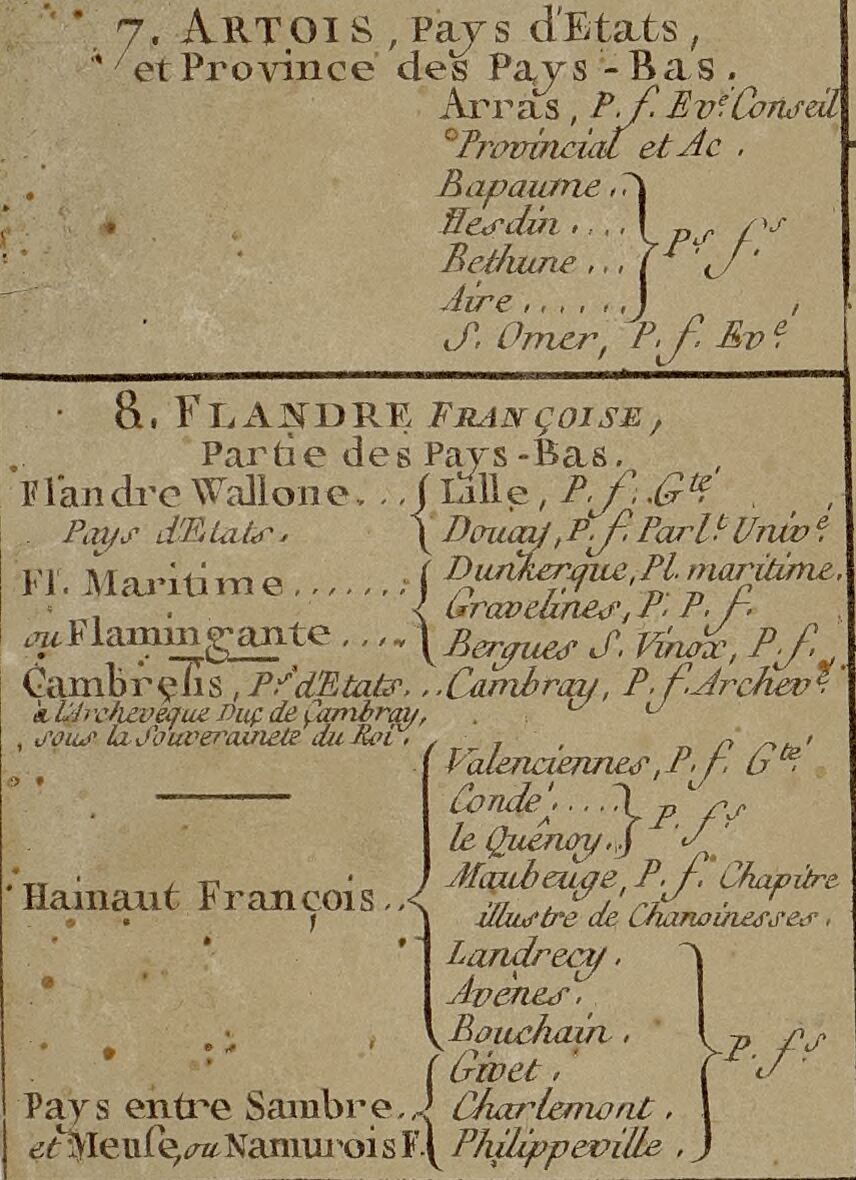
Apparition de la précision de Pays-Bas pour qualifier l'Artois, la Flandre française, le Hainaut français et le Namurois en 1777.

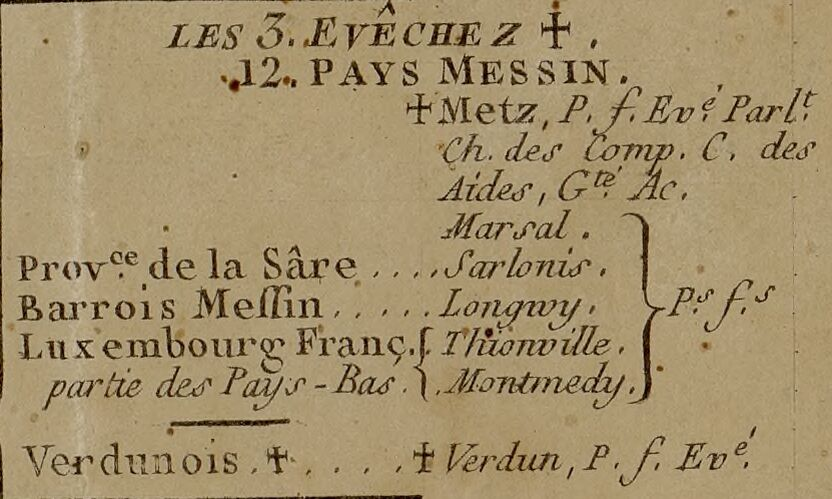
Apparition de la précision de Pays-Bas pour qualifier le Luxembourg français en 1777.

## Géographie

### Situation

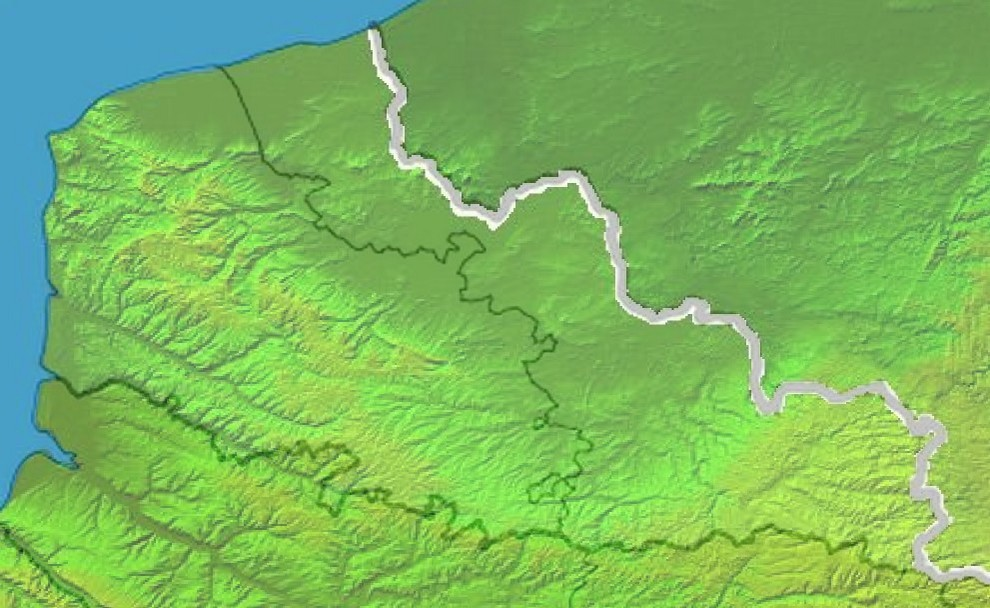
Situation géographique des Pays-Bas français.

Les Plats-Pays[Interprétation personnelle ?] sont situés à l'extrême nord du territoire de la France : la commune de Bray-Dunes (51° 05′ N, 2° 32′ E
) en est le point le plus septentrional, tous territoires confondus.
La Manche à l'ouest et la mer du Nord au nord bordent la Côte d'Opale, sur 140 kilomètres,. Du côté terrestre, de Bray-Dunes à l'extrême nord-est, à Anor à l'extrême sud-est, la région est frontalière à la Belgique sur 350 kilomètres. De l'autre côté du pas de Calais se situe le Kent dans le Royaume-Uni à 35 kilomètres.
Les Plats-Pays partagent leurs frontières avec : la Flandre belge, le Hainaut belge et la Picardie (Ponthieu, Vermandois).
Cette situation est un atout stratégique pour cette région située de ce fait à proximité du centre de la mégalopole européenne, cette conurbation qui traverse l'Europe du Lancashire (Angleterre) à la Toscane (Italie), en passant par la Flandre et les Plats-Pays.

#### Régions naturelles des Plats-Pays
Depuis les travaux du géologue Jules Gosselet au XIXe siècle, deux grands ensembles de régions naturelles sont distingués dans le Nord et le Pas-de-Calais : le «Bas-Pays» constitué de plaines et de collines aux reliefs doux et le «Haut-Pays» dont les reliefs sont mieux marqués (plateaux crayeux, reliefs pré-ardennais et boutonnière du Boulonnais...). Des propositions cartographiques de Jules Gosselet, seule la région Nervie, désignant (d'après l'ancienne civitas des Nerviens) la région entre l'Escaut et l'Avesnois n'a guère été réutilisée bien qu'elle lève l’ambiguïté géographique du terme Hainaut.
La limite entre le Haut et Bas-Pays, reprise par le géographe Jean Sommé, est pertinente tant en géographie physique qu'humaine, elle constitue la limite septentrionale du bassin parisien.

### Relief et paysages

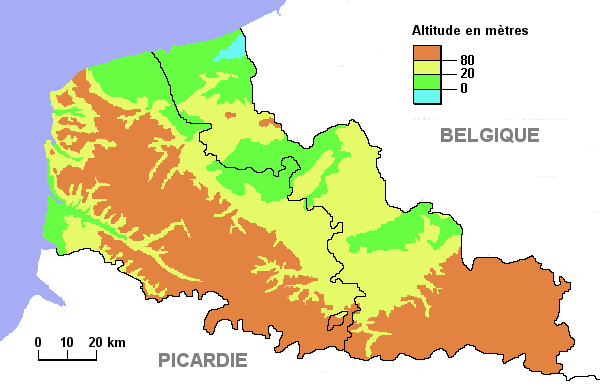
Relief des Pays-Bas français.

La région à des traits morphologiques et des unités paysagères bien marqués mais aussi fortement marqués par les aménagements et le travail du sol faits par l'Homme depuis la préhistoire,. L'atlas régional des paysages a subdivisé le paysage régional en 21 grands paysages régionaux, en y intégrant une approche culturelle. Cet atlas de paysages s'intègre ainsi dans l'application de la Convention européenne du paysage.
Les reliefs de la région sont variables : certaines zones sont plates comme la métropole lilloise et le Dunkerquois tandis que d'autres sont très vallonnées comme le Boulonnais. Le paysage du bassin minier (autour de Béthune, Lens, Douai et Valenciennes) est marqué par les terrils des houillères locales.

### Géologie

Localisation du bassin minier du Nord-Pas-de-Calais.

Les formations crétacées affleurent 60 % du territoire de la région. Celles-ci s'ouvrent à l'ouest sur les formations jurassiques et paléozoïques de la boutonnière du Boulonnais, tandis que le nord-est de la région date de l'éocène.
Le sous-sol d'une partie de la région est riche en charbon, constituant le bassin houiller du Nord-Pas-de-Calais qui se prolonge en Belgique.

### Climat
La région est la plus septentrionale de France, mais son climat n'est pas le plus froid. Il existe des contrastes climatiques importants au sein de la région : le caractère océanique étant plus marqué sur les côtes que dans les terres et les reliefs étant les plus arrosés par les précipitations.
Sur les côtes de la Manche et de la Mer du Nord, le climat est dit océanique. Les amplitudes thermiques sont faibles, ce qui donne des hivers relativement doux et peu enneigés et des étés frais. Le temps est variable à cause des vents, très fréquents et parfois violents, qui influencent le climat en fonction de leur direction. Les vents d'ouest apportent un air relativement pur.
En s'éloignant des côtes, le climat garde les mêmes caractéristiques que celui des côtes, tout en se rapprochant progressivement du climat continental, avec moins de vent, des écarts de température plus marqués et des jours de gelée et de neige plus nombreux.

## Histoire

### Comté de Flandre
D'abord pagus de l'Empire carolingien, placé par le traité de Verdun (843) à la frontière nord de la Francie occidentale, devient en 863 une principauté détenue héréditairement par la maison de Flandre, puis un fief vassal des rois de France pendant tout le Moyen Âge.
Elle s'etendera plus tard en comté d'Artois, comté de Boulogne et de Guînes.

### Avant 1789

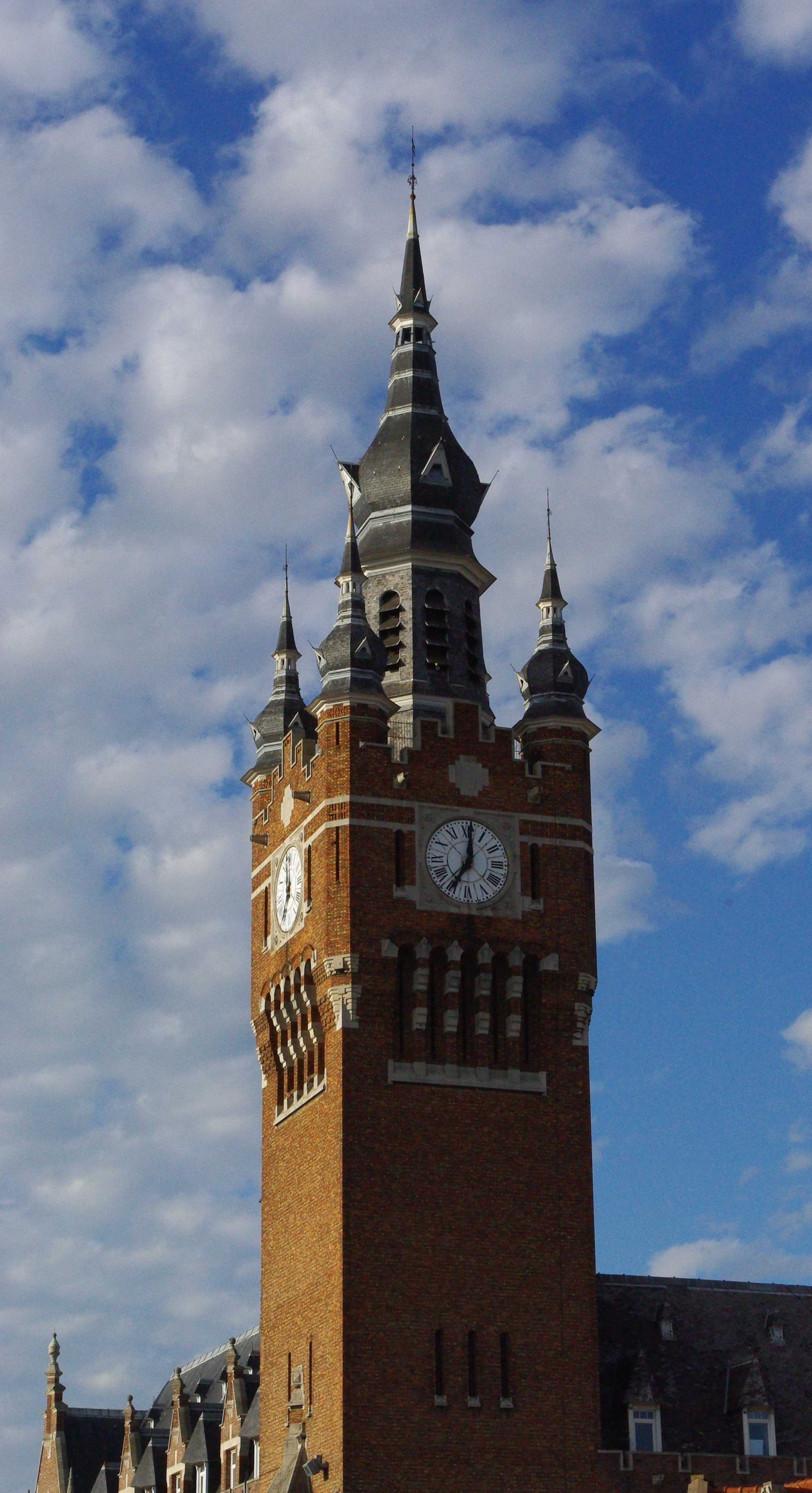
Les beffrois, symboles de l'indépendance des villes des Flandres et du Ponthieu.

Jusqu'au XVIIe siècle, l'histoire de la région (et plus précisément de l'actuel département du Nord) fut en grande partie commune avec l'histoire de ce qui deviendra la Belgique (les Belges durant l'Antiquité étaient une multitude de peuples celtiques du nord de la Gaule), celle d'une terre qui « pendant près de mille ans servit de champ de bataille à toute l'Europe ». Le territoire que recouvre le Nord-Pas-de-Calais fut disputé depuis la guerre des Gaules ; à l'époque des invasions barbares, les Francs saliens s'y établirent, et il fut le berceau de la dynastie mérovingienne.
À partir du IXe siècle, la région, divisée par la frontière naturelle de l'Escaut, connut l'émergence de plusieurs principautés, dont les comtés de Flandre et de Hainaut. Cette époque, confuse d'un point de vue politique, est celle où les villes gagnèrent une grande indépendance, et une prospérité économique et culturelle qui vit son apogée au XVe siècle dans les Pays-Bas bourguignons. Après les longs conflits franco-espagnols du XVIe siècle, la région fut finalement annexée à la France, lors des guerres de conquête de Louis XIV. Le traité de Nimègue fixa la frontière que l'on connaît actuellement.
Quant au Boulonnais, au Montreuillois et au Calaisis qui appartenaient à l'époque à la Picardie, leur histoire est fortement marquée par les conflits entre la France et l'Angleterre.